# Vreemde taal
Een vreemde taal is een taal die niet de moedertaal van iemand is.
Een vreemde taal is voor iemand slechts te beheersen door die ofwel bewust te leren – bijvoorbeeld op school, door een taalcursus of autodidactisch – ofwel spelenderwijs in een vreemde taalomgeving aan te leren.